# Liga Nacional de Fútbol Femenino de Guatemala
La Liga Nacional de Fútbol Femenino de Guatemala es la máxima categoría del fútbol femenino en Guatemala. La liga se jugó por primera vez en la temporada 1997, según la aprobación de Reglamentos y Estatutos solicitados por la Federación Nacional de Futbol.

## Formato de la competencia
Se celebró un torneo anual de 1997/98 a 2007/08, fecha en que se adoptó el formato Apertura y Clausura. 
Hay un cambio constante de equipos en la liga, ya que de  12 clubes que se organizaron al inicio, la mayoría tendrían insolvencia, ya que entre 2008 y principios de 2011 varios equipos tuvieron que retirarse de la liga. Actualmente la temporada regular consta de una fase de grupos para después jugar la fase de play-offs, hasta determinar al campeón.

## Equipos participantes 2016-17
| Liga Nacional de Fútbol Femenino de Guatemala |                                |
| Grupo A                                       |                                |
| Equipo                                        | Ciudad                         |
| Aurora FCF                                    | Ciudad de Guatemala, Guatemala |
| Deportivo San Marcos                          | San Marcos, Guatemala          |
| Deportivo Xela                                | Quetzaltenango, Guatemala      |
| Muni Guate                                    | Ciudad de Guatemala, Guatemala |
| Panajachel FCF                                | Panajachel, Sololá             |
| Pares                                         | Ciudad de Guatemala, Guatemala |
| Grupo B                                       |                                |
| CSD Concepción                                | Nueva Santa Rosa, Santa Rosa   |
| Deportivo Petapa                              | San Miguel Petapa, Guatemala   |
| DF Villa Nueva                                | Villa Nueva, Guatemala         |
| Escuela Normal FF                             | Ciudad de Guatemala, Guatemala |
| Unifut                                        | Ciudad de Guatemala, Guatemala |
| Grupo C                                       |                                |
| Comunicaciones Femenino                       | Ciudad de Guatemala, Guatemala |
| Deportivo Amatitlán Femenino                  | Amatitlán, Guatemala           |
| DF Santa Isabel II                            | Ciudad de Guatemala, Guatemala |
| FCF Real Guatemala                            | Chinautla, Guatemala           |
| Mataquescuintla FC                            | Mataquescuintla, Jalapa        |
| Sacachispas Femenino                          | Chiquimula, Chiquimula         |

## Historia del sistema de competición
Desde su creación hasta la temporada de 2007/08 el formato de competencia se regía de la siguiente manera: los campeonatos se disputaban del mes de septiembre al mes de junio del siguiente año, donde los equipos que integraban dicha liga disputaban una fase de clasificación todos contra todos a tres rondas, conforme el calendario aprobado para el efecto. Posteriormente a partir de la temporada 2007/08 se dispuso modificar radicalmente el sistema de competición de los campeonatos de Liga, organizando dos torneos cortos dentro de la temporada anual: Torneo Apertura de julio a diciembre y el Torneo Clausura de enero a junio. Se estableció un formato de competencia con una fase de Grupos, todos contra todos a visita recíproca, conforme el calendario aprobado para el efecto. Los primeros dos equipos de cada grupo se calificaban para una ronda de play-offs a visita recíproca hasta llegar a la final, donde se define al cuadro campeón de la competencia.

## Palmarés
| Torneo/Temporada                | Campeón                                             |
| ------------------------------- | --------------------------------------------------- |
| 1997                            | Comunicaciones Femenino (1)                         |
| 1998/99                         | Comunicaciones Femenino (2)                         |
| 1999/2000                       | Comunicaciones Femenino (3)                         |
| 2000/2001                       | Comunicaciones Femenino (4)                         |
| 2001/2002                       | Comunicaciones Femenino (5)                         |
| 2002/2003                       | Comunicaciones Femenino (6)                         |
| 2003/2004                       | La Gomera (1)                                       |
| 2004/2005                       | Monjas Jalapa (1)                                   |
| 2005/2006                       | Juventus (1)                                        |
| 2006/2007                       | Comunicaciones Femenino (7)                         |
| 2007/2008                       | Deportivo Amatitlán (1)                             |
| Apertura 2008                   | Seysa Chimaltenango (1)                             |
| Clausura 2009                   | Seysa Chimaltenango (2)                             |
| Apertura 2009                   | Seysa Chimaltenango (3)                             |
| Clausura 2010                   | Unifut (1)                                          |
| Apertura 2010                   | Unifut (2)                                          |
| Clausura 2011                   | Unifut (3)                                          |
| Apertura 2011                   | Unifut (4)                                          |
| Clausura 2012                   | Unifut (5)                                          |
| Apertura 2012                   | Unifut (6)                                          |
| Clausura 2013                   | Jutiapanecas (1)                                    |
| Apertura 2013                   | Unifut (7)                                          |
| Clausura 2014                   | Jutiapanecas (2)                                    |
| Apertura 2014                   | Unifut (8)                                          |
| Clausura 2015                   | Unifut (9)                                          |
| Apertura 2015                   | Unifut (10)                                         |
| Clausura 2016                   | Unifut (11)                                         |
| Apertura 2016                   | Unifut (12)                                         |
| Clausura 2017                   | Deportivo Xela (1)                                  |
| Apertura 2017                   | Unifut (13)                                         |
| Clausura 2018                   | Unifut (14)                                         |
| Apertura 2018                   | Unifut (15)                                         |
| Clausura 2019                   | Unifut (16)                                         |
| Apertura 2019                   | Unifut (17)                                         |
| Clausura 2020                   | Torneo cancelado debido a la pandemia del COVID-19. |
| Héroes Nacionales 2020          | Deportivo Xela (2)                                  |
| Clausura Héroes Nacionales 2021 | Deportivo Xela (3)                                  |
| Apertura 2021                   | Unifut (18)                                         |
| Clausura 2022                   | CSD Suchitepequez (1)                               |
| Apertura 2022                   | CSD Suchitepequez (2)                               |
| Clausura 2023                   | Unifut (19)                                         |
| Apertura 2023                   | Deportivo Xinabajul (1)                             |
| Clausura 2024                   | Unifut (20)                                         |
| Apertura 2024                   | CSD Municipal Femenil (1)                           |
| Clausura 2025                   | CSD Municipal Femenil (2)                           |

## Títulos

### Títulos por equipo
| Equipo                  | Títulos | Último Campeonato |
| Unifut                  | 20      | C-2024            |
| Comunicaciones Femenino | 7       | 2006/2007         |
| Seysa Chimaltenango     | 3       | A-2009            |
| Deportivo Xela          | 3       | C-2021            |
| CSD Suchitepequez       | 2       | A-2022            |
| Jutiapanecas            | 2       | C-2014            |
| CSD Municipal Femenil   | 2       | Clausura 2025     |
| La Gomera               | 1       | 2003/2004         |
| Monjas, Jalapa          | 1       | 2004/2005         |
| Juventus                | 1       | 2005/2006         |
| Deportivo Amatitlán     | 1       | 2007/2008         |
| Deportivo Xinabajul     | 1       | Apertura 2023     |

### Títulos por Departamento
| Departamento   | Títulos |
| -------------- | ------- |
| Guatemala      | 26      |
| Chimaltenango  | 3       |
| Quetzaltenango | 3       |
| Suchitepequez  | 2       |
| Jutiapa        | 2       |
| Escuintla      | 1       |
| Huehuetenango  | 1       |
| Jalapa         | 1       |

## Información adicional

### Equipos
- La Gomera es el primer equipo departamental en ganar la final de un campeonato.
- Seysa Chimaltenango es el primer equipo departamental en ganar la final de un torneo corto.
- Comunicaciones y Unifut tienen 6 campeonatos de manera consecutiva.
- Comunicaciones Femenino es el primer equipo en ganar 6 veces consecutivas el campeonato.